# Survivor: Жемчужные острова
Survivor: Жемчужные острова — седьмой сезон американского реалити-шоу Survivor. Премьера сезона состоялась по телеканалу CBS в сентябре 2003 года.
Съемки проходили на Жемчужных островах, недалеко от побережья Панамы. Главной сквозной темой сезона стала пиратская культура. Участники были разделены на два племени — Дрэйк и Морган (названные в честь известных пиратов и мореплавателей Фрэнсиса Дрэйка и Генри Моргана), объединённые в процессе игры в одно — Бальбоа (племя назвали в честь талисмана племени Дрэйк — змеи Бальбоа, которую нашел один из участников Руперт).
Победу в сезоне одержала офисный клерк Сандра Диаз-Твайн, уверенно обошедшая скаут-мастера Лилиан Моррис 6-1, став таким образом первой латиноамериканкой, победившей в игре.

## Интересные факты
- Главным событием сезона стало племя Изгнанников. Шестерым игрокам покинувшим игру был дан второй шанс побороться за победу. Они вернулись в игру в качестве племени Изгнанников и должны были побороться в состязании с другими племенами. В случае победы Изгнанников — в игру возвращалось бы 2 участника, в случае 2-го места — 1 участник, в случае поражения — никто. Изгнанники победили, и в игру вернулись Бертон Робертс и Лиллиан Моррис (их выбирали на Совете Племени Изгнанников).
- Неожиданностью для участников стало то, что по задумке организаторов им пришлось жить на острове в той же одежде, в которой они приплыли в начале игры.
- В начале каждому племени дали некоторую сумму денег, на которые они должны были перед отправлением на остров купить в панамской деревне необходимые для выживания вещи. Один из участников, Руперт, не постеснялся украсть часть вещей вражеского племени.
- Новой фишкой организаторов стало то, что победившее в состязании за награду племя могло отправить одного из своих участников во вражеский лагерь, где тот мог украсть любую понравившуюся ему вещь.
- Во время одного из состязаний за иммунитет победившему племени было разрешено похитить одного из участников, избавляя его от Совета Племени.
- Впервые за всю историю игры один из участников игры добровольно покинул остров. Остен Тэйлор не смог свыкнуться с островными реалиями и на Совете Племени покинул шоу добровольно и без голосования.
- Неоднозначно была оценена общественностью «история с мёртвой бабушкой». Во время одного из соревнований за награду, когда участников посетили их близкие, друг Джона Далтона сообщил ему, что его бабушка умерла. Благодаря этому он смог выиграть это состязание. Позже оказалось, что его бабушка жива, а все это было подстроено самим Далтоном.

## Участники
| Участник                                          | Первоначальное племя | Дополнительное племя | Объединённое племя | Выбыл                                     | Всего голосов |
| ------------------------------------------------- | -------------------- | -------------------- | ------------------ | ----------------------------------------- | ------------- |
| Бертон Робертс 31, Менеджер по маркетингу         | Дрэйк                | Изгнанники           | Бальбоа            | Выбыл двенадцатым 5-й член жюри День 361  | 10            |
| Дарра Джонсон 22, Распорядитель похорон           | Морган               |                      | Бальбоа            | Выбыла тринадцатой 6-й член жюри День 37  | 6             |
| Джон «Джонни Фэйрплей» Далтон 29, Арт-консультант | Дрэйк                |                      | Бальбоа            | Выбыл четырнадцатым 7-й член жюри День 38 | 7             |
| Криста Хэсти 24, Программист                      | Дрэйк                |                      | Бальбоа            | Выбыла одиннадцатой 4-й член жюри День 33 | 7             |
| Лиллиан Моррис 51, Скаут-мастер                   | Морган               | Изгнанники           | Бальбоа            | Финалист1                                 | 10            |
| Мишель Тесауро 22, Студентка                      | Дрэйк                | Изгнанники           |                    | Выбыла третьей День 15                    | 6             |
| Николь Делма 24, Массажистка                      | Морган               | Изгнанники           |                    | Выбыла первой День 3                      | 7             |
| Остен Тэйлор 27, Биржевой маклер                  | Морган               |                      |                    | Выбыл шестым День 192                     | 2             |
| Райан Опрэй 30, Электрик                          | Морган               |                      | Бальбоа            | Выбыл восьмым 1-й член жюри День 24       | 8             |
| Райан Шоулдерс 23, Работник супермаркета          | Морган               | Изгнанники           |                    | Выбыл вторым День 6                       | 6             |
| Руперт Боунхэм 39, Социальный работник            | Дрэйк                |                      | Бальбоа            | Выбыл девятым 2-й член жюри День 27       | 7             |
| Сандра Диаз-Твайн 29, Офис-менеджер               | Дрэйк                |                      | Бальбоа            | Победитель                                | 0             |
| Тихуана Брэдли 26, Менеджер по продажам           | Морган               |                      | Бальбоа            | Выбыла десятой 3-й член жюри День 30      | 5             |
| Триш Данн 42, Менеджер по продажам                | Дрэйк                | Изгнанники           |                    | Выбыла четвёртой День 18                  | 4             |
| Шон Коэн 28, Менеджер по продажам                 | Дрэйк                |                      |                    | Выбыл пятым День 19                       | 5             |
| Эндрю Сэведж 39, Юрист                            | Морган               |                      | Бальбоа            | Выбыл седьмым День 21                     | 6             |

↑  1) Лиллиан и Бертон были исключены на Советах Племен соответственно третьей и четвёртым, однако позднее вернулись в игру с помощью нововведения организаторов — второго шанса для изгнанников. Шестеро покинувших игру участников состязались с двумя действующими племенами и победили их. Благодаря этому двое из них смогли вернуться в игру, ими и стали (после голосования всех шестерых) Лилиан и Бертон.
↑  2) Остен Тэйлор покинул игру по собственному желанию. Заявив на Совете Племени, что устал и не хочет больше рисковать своим здоровьем, он покинул остров.

## История голосования
|            | Первоначальные племена | Первоначальные племена | Первоначальные племена | Первоначальные племена | Первоначальные племена | Первоначальные племена | Первоначальные племена | Первоначальные племена | Объединенное племя | Объединенное племя  | Объединенное племя | Объединенное племя  | Объединенное племя | Объединенное племя | Объединенное племя | Объединенное племя | Объединенное племя | Объединенное племя | Объединенное племя |
| ---------- | ---------------------- | ---------------------- | ---------------------- | ---------------------- | ---------------------- | ---------------------- | ---------------------- | ---------------------- | ------------------ | ------------------- | ------------------ | ------------------- | ------------------ | ------------------ | ------------------ | ------------------ | ------------------ | ------------------ | ------------------ |
| # эпизода: | 1                      | 2                      | 3                      | 4                      | 5                      | 6                      | 7 3                    | 7 3                    | 8                  | 9                   | 10                 | 11                  | 12                 | 13                 | Финал              | Финал              | Финал              | Финал              |                    |
| Исключен:  | Николь 7/8 голосов     | Райан Ш 5/7 голосов    | Лилиан 5/6 голосов     | Бертон 5/7 голосов     | Мишель 6/7 голосов     | Триш 4/6 голосов       | Шон 4/5 голосов        | Остен Нет голосов 4    | Эндрю 6/10 голосов | Райан О 8/9 голосов | Руперт 5/8 голосов | Тихуана 5/7 голосов | Криста 4/6 голосов | Бертон 3/5 голосов | Дарра 3/4 голосов  | Джон 1 голос       | Лилиан 1/7 голосов | Сандра 6/7 голосов |                    |
|            |                        |                        |                        |                        |                        |                        |                        |                        |                    |                     |                    |                     |                    |                    |                    |                    |                    |                    |                    |
| Бертон     |                        |                        |                        | Криста                 |                        |                        |                        |                        | Эндрю              | Райан О             | Руперт             | Тихуана             | Криста             | Лилиан             |                    |                    |                    | Сандра             |                    |
| Джон       |                        |                        |                        | Бертон                 | Мишель                 | Руперт                 | Шон                    |                        | Эндрю              | Райан О             | Руперт             | Тихуана             | Криста             | Лилиан             | Дарра              |                    |                    | Сандра             |                    |
| Криста     |                        |                        |                        | Бертон                 | Мишель                 | Триш                   | Шон                    |                        | Эндрю              | Райан О             | Дарра              | Тихуана             | Лилиан             |                    |                    |                    |                    | Сандра             |                    |
| Мишель     |                        |                        |                        | Криста                 | Шон                    |                        |                        |                        |                    |                     |                    |                     |                    |                    |                    |                    |                    |                    |                    |
| Руперт     |                        |                        |                        | Похищен5               | Мишель                 | Триш                   | Шон                    |                        | Эндрю              | Райан О             | Дарра              |                     |                    |                    |                    |                    |                    | Сандра             |                    |
| Сандра     |                        |                        |                        | Бертон                 | Мишель                 | Триш                   | Шон                    |                        | Эндрю              | Райан О             | Джон               | Тихуана             | Лилиан             | Бертон             | Дарра              |                    | Победитель         | Победитель         |                    |
| Триш       |                        |                        |                        | Бертон                 | Мишель                 | Руперт                 |                        |                        |                    |                     |                    |                     |                    |                    |                    |                    |                    |                    |                    |
| Шон        |                        |                        |                        | Бертон                 | Мишель                 | Триш                   | Джон                   |                        |                    |                     |                    |                     |                    |                    |                    |                    |                    |                    |                    |
| Дарра      | Николь                 | Райан Ш                | Лилиан                 |                        |                        |                        |                        |                        | Джон               | Райан О             | Руперт             | Бертон              | Криста             | Бертон             | Лилиан             |                    |                    | Сандра             |                    |
| Лилиан     | Николь                 | Остен                  | Дарра                  |                        |                        |                        |                        |                        | Эндрю              | Райан О             | Руперт             | Тихуана             | Криста             | Бертон             | Дарра              | Джон               | Финалист           | Финалист           |                    |
| Николь     | Райан Ш                |                        |                        |                        |                        |                        |                        |                        |                    |                     |                    |                     |                    |                    |                    |                    |                    |                    |                    |
| Остен      | Николь                 | Райан Ш                | Лилиан                 |                        |                        |                        |                        |                        |                    |                     |                    |                     |                    |                    |                    |                    |                    |                    |                    |
| Райан О    | Николь                 | Райан Ш                | Лилиан                 |                        |                        |                        |                        |                        | Джон               | Криста              |                    |                     |                    |                    |                    |                    |                    | Сандра             |                    |
| Райан Ш    | Николь                 | Остен                  |                        |                        |                        |                        |                        |                        |                    |                     |                    |                     |                    |                    |                    |                    |                    |                    |                    |
| Тихуана    | Николь                 | Райан Ш                | Лилиан                 |                        |                        |                        |                        |                        | Джон               | Райан О             | Руперт             | Бертон              |                    |                    |                    |                    | Лилиан             |                    |                    |
| Эндрю      | Николь                 | Райан Ш                | Лилиан                 |                        |                        |                        |                        |                        | Джон               |                     |                    |                     |                    |                    |                    |                    |                    |                    |                    |

↑  3) Поскольку оба племени проиграли племени Изгнанников, то каждое племя должно было исключить одного из своих участников.
↑  4) Голосование не состоялось, поскольку Остен добровольно покинул игру.
↑  5) Морган выиграли состязание и в награду могли похитить одного из участников другого племени на время Совета Племени, исключив его из голосования.